# Битка код Хелеспонта
Битка код Хелеспонта поморска је битка вођена јула 324. године између римских армија Константина и Лицинија. Део је Константинових ратова за укидање тетрархије, а завршена је његовом победом.

## Битка
Лицинијева копнена армија је поражена у бици код Хадријанопоља у Тракији, али је Лициније успео да се повуче у утврђени Византион. Лицинијева верна флота под командом адмирала Абанта спречавала је Константина да пређе у Малу Азију. Константинов син Крисп је саставио бројчано слабију флоту која је напала Абанта код Хелеспонта. Криспови бродови били су мобилнији што им је донело победу. Олуја која је уследила следећег дана уништила је Лицинијеву флоту. Лициније је, неколико месеци касније, потпуно поражен у бици код Хризополиса после које је приморан да призна Константина за јединог цара Римског царства. То му ипак није спасило живот.